# Vive la Fête
Vive La Fête (franska: Länge leve festen) är ett belgiskt elektropopband som bildades i 1997 i Gent. Stommen i bandet utgörs av Danny Mommens (sång och gitarr) och Els Pynoo (sång).

## Diskografi
- 2000 – Attaque Surprise
- 2001 – Republique Populaire
- 2003 – Nuit Blanche
- 2004 – Attaque Populaire (Samling)
- 2005 – Grand Prix
- 2006 – Vive Les Remixes
- 2007 – Jour de Chance
- 2009 – Disque D'Or